# 西湾堡站
西湾堡站，位于河北省张家口市怀安县西湾堡乡，建于1909年。离北京站262公里，离包头站570公里。距上行车站柴沟堡站14公里，距下行车站永嘉堡站16公里。该站隶属太原铁路局。办理客运业务和货运业务，为三等车站。该车站是京包铁路在河北境内的最后一站。

## 停靠车次
- 张家口站-大同站（普慢6087），到时14：31，发时14：33，停2分钟。